# Otto Ruff
Otto Karl Ruff (Schwäbisch Hall, 30 de dezembro de 1871 – Breslávia, 17 de setembro de 1939) foi um químico alemão.

## Condecorações e associações
Recebeu a Medalha Liebig de 1930.
Em 1933 foi eleito membro da Academia Leopoldina e em 1931 da Academia de Ciências de Göttingen.

## Obras
- Die Chemie des Fluors, Springer 1920
- Einführung in das chemische Praktikum für Studierende der Chemie und Hüttenkunde, überarbeitet von Hans-Albert Lehmann, Akademische Verlagsgesellschaft, Leipzig 1952, 1961